# Jonas Alströmer
För andra betydelser, se Jonas Alströmer (olika betydelser).
Jonas Alströmer, före adlandet Alström, född 7 januari 1685 i Alingsås, död 2 juni 1761 i Stockholm, var en av den industriella revolutionens förgrundsfigurer i Sverige. Han importerade såväl maskiner som kunnande från utlandet och grundade flera företag, bland annat Alingsås manufakturverk.
Jonas Alströmer var en av de sex instiftarna av Kungliga Vetenskapsakademien 1739. Mest känd är mångsysslaren Alströmer för sitt stora intresse för jordbruk; han populariserade odlandet av potatis som livsmedel och tog även fram nya metoder därvidlag. Han är också känd som de svenska slöjdernas fader.

## Biografi

Jonas Alströmer avporträtterad ca 1730 av Johan Henrik Scheffel. Litografi av Alexander Wetterling.

Jonas Alströmer var son till borgaren Tore Karlsson (1652–1702) i Alingsås och Annika Gislesdotter (1666–1739; paret gifte sig 1683), vars far Gisle Björnsson likaså var borgare i Alingsås. Alströmers föräldrar var fattiga, så han var tvungen att lämna hemmet tidigt och försörja sig själv. Han fick därför mycket lite skolundervisning. Han arbetade som bodgosse i Eksjö, som renskrivare, och i Ryssgården. År 1707 följde han med sin vän Alberg till London för att hjälpa denne att starta en affär. 1710 övertog han affären och skötte den framgångsrikt.
1709 blev han borgare i London och naturaliserad engelsman. Han lade märke till den stora skillnaden mellan Englands och Sveriges industriella utveckling. 
Då tänkte han att man i Sverige borde införa eller återupprätta de näringar, som var viktigast för rikets välstånd.

När Karl XII återkommit från Turkiet begav sig Alströmer (1715) till Göteborg och erbjöd sig att arbeta för kungen. Här stannade han i två år och använde tiden till att, genom resor i bergslagerna och till de främsta städerna, lära känna landets förhållanden och produkter. Därefter reste han genom norra Tyskland till Nederländerna och bodde två år i Amsterdam för att lära känna detta lands handel och industriella arrangemang. År 1719 återvände han till England och reste till norra Englands viktigaste industristäder. Han fick också i uppdrag att inkassera de pengar som Storbritannien i det nyligen uppgjorda fredsfördraget hade förbundit sig att betala till Sverige.

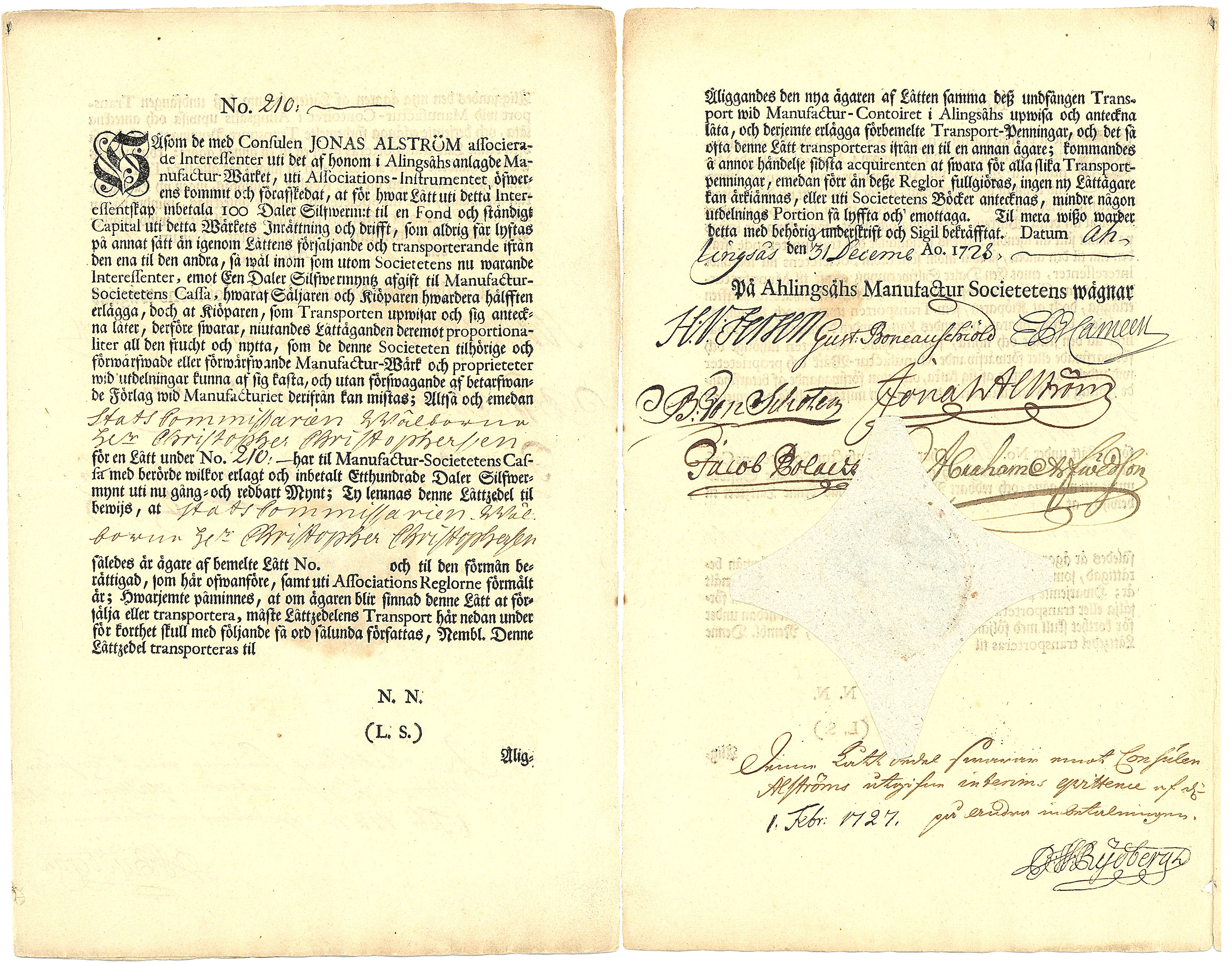
Aktiebrev i Ahlingsåhs Manufactur-Societet för 100 daler silvermynt, utgivet den 31 december 1728, utställt på grundaren Jonas Alström, signerat av denne för egen hand (bild: första och andra sidan av dubbelbladet)

Sedan Sverige efter Karl XII:s död slutit fred med sina många fiender, ljusnade utsikterna för genomförande av Alströmers planer. 1723 återvände han till Sverige via Frankrike. Nu startade han ett manufakturverk i Alingsås. De första väveriarbetarna lejdes i Frankrike och Nederländerna. Fastän utförsel av maskiner, redskap och råmaterial var strängt förbjudet, lyckades han i Nederländerna lasta ett fartyg med sådana varor. Efter stora svårigheter med myndigheter och fabrikanter, som försökte hindra exporten, lyckades han skaffa maskiner även från England.
Alströmers stora planer var nära att stranda på grund av penningbrist, men med finansiering huvudsakligen från värmländska bruksägare, lyckades han 1725 bilda ett bolag. Vid 1726 års riksdag togs flera beslut, som var viktiga för att företaget skulle kunna verka. Konung Fredrik gick själv in som delägare i företaget. Vid ett besök i Alingsås, när verksamheten kommit igång, lät han hela sin betjäning klä upp sig med de nya alstren från Alströmers företag.
Detta blev grundvalen för den svenska industrin. I Alingsås, vars folkmängd inom kort växte från 300 till 1 800 invånare, upprättades tid efter annan klädes-, fris- och yllevävstolar, bomullsväveri, vaddmakeri, spinnerier för ull, kamelhår, silke, lin och bomull, stora ylle- och silkesfärgerier, kattuns-tryckerier med flera verk. De utländska mästare, som Alströmer hade fört med sig, undervisade efter hand ett stort antal svenska lärlingar. Genom dessa spreds yrkesfärdigheten också till andra städer.
Det var inte bara i England och Nederländerna som Alströmer hade problem för sina textila ambitioner. Göteborgs köpmän befarade att de skulle drabbas av minskad lönsamhet, om Sverige kunde tillverka mångt och mycket inom sina egna gränser och därmed minskade importen. Köpmännen i Göteborg gjorde vad de kunde för att motarbeta Alströmer.
Tillväxten av industrin var mycket god och 1754 var 14 000 och sju år senare 18 000 personer sysselsatta vid väverierna. Värdet av de exporterade slöjdvarorna uppgick till 50 tunnor guld, varav två tredjedelar blev inkomst till staten. En viktig orsak till framgången var att Alströmer så långt möjligt använde sig av inhemska råvaror. För detta ändamål ägnade han särskild uppmärksamhet åt fåraveln och importerade avelsfår från England och Spanien. På kungsgården Höjentorp inrättades ett stamschäferi. En stor dag för Alströmer var den 7 augusti 1754, då han fick visa upp sitt schäferi för kung Adolf Fredrik och drottning Lovisa Ulrika vid deras resa genom Västergötland. Han berättade efteråt i ett brev till sina söner hur kungaparet "togo i ett nådigt ögnasikte" hela hans schäferi "till antal av ungefär 400 stycken, alla av fullkomlig god spansk race, vaktade av 5 stycken schäferdrängar och gossar, som låto höra sig utur sina horn och lurar". För bomullstygs- och klädesfabrikationen infördes från Nederländerna flera olika färgväxter, som Alströmer lät utplantera på sina gårdar. 
För att värna om den gryende industrin tog Alströmer efter det engelska mönstret och fick igenom ett omfattande skyddsnät, som bland annat lade hög tull på, eller helt förbjöd import av vissa konkurrerande varor. Han inrättade en särskild manufakturfond, där fabrikanterna kunde få räntefria lån. Ibland kunde uppmuntringsgratifikationer delas ut för att främja export. I syfte att sätta fart på affärerna bildade Alströmer flera handelskompanier, och han genomdrev viktiga handelsfördrag mellan Sverige och en del andra länder.
Han såg också till att ett sockerraffineringsverk anlades i Göteborg. På Kungsholmen i Stockholm anlades det första engelska garveriet i Sverige. Han ägnade sig också åt järnförädling och populariserade odlingen av potatis och tobak i Sverige. Det är dock en myt, att det var Alströmer som införde potatisen i Sverige, då det redan innan Alströmers födelse växte potatis i Uppsala botaniska trädgård dit den införts av Olof Rudbeck den äldre omkring 1655; denne hade dock kallat dem "peruansk nattskatta". Alströmer gjorde dock själv gällande att det var han som infört potatisen. Uppfattningen att Alströmer införde tobaksplantan i Sverige är inte heller riktig utan tobak hade tidigare odlats i Skåne.
Genom den av Alströmer upplivade industrin bringades Sveriges handelsbalans från ett betydande underskott till ett överskott av fyra miljoner daler silvermynt. Redan på hans egen tid riktades klander mot honom för att hans anläggningar var alltför mångskiftande och att en del av dem endast genom konstlade medel kunde hållas i gång. Men i sin helhet hade ändå Alströmers verksamhet stor positiv betydelse för den svenska industrins grundande och tidiga utveckling.
Alströmer var från 1731 gift med Margareta Clason (1709–1738), dotter till brukspatronen Johan Clason av släkten Clason, och fick fem barn med henne, däribland två söner vilka upphöjdes till friherrar. Efter Margaretas död 1738 gifte han om sig 1741 med Hedvig Elisabeth Paulin (1716–1806), dotter till handlanden Elias Paulin i Stockholm, och fick tre barn i det äktenskapet.

### Bilder

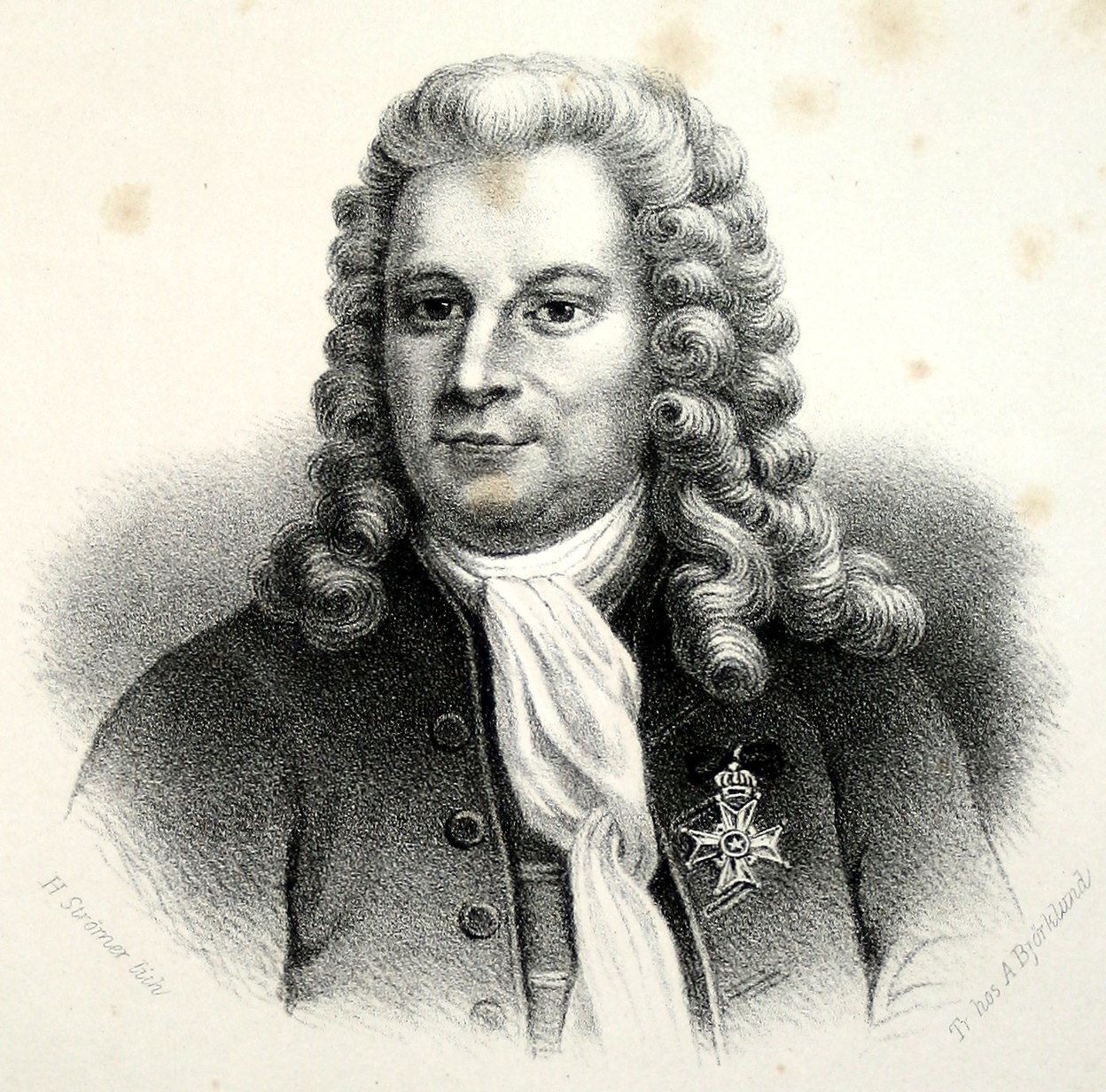
Porträtt i Svenska industriens män
Alströmers andra hustru Hedvig Elisabet Paulin avporträtterad av Johan Henrik Scheffel.
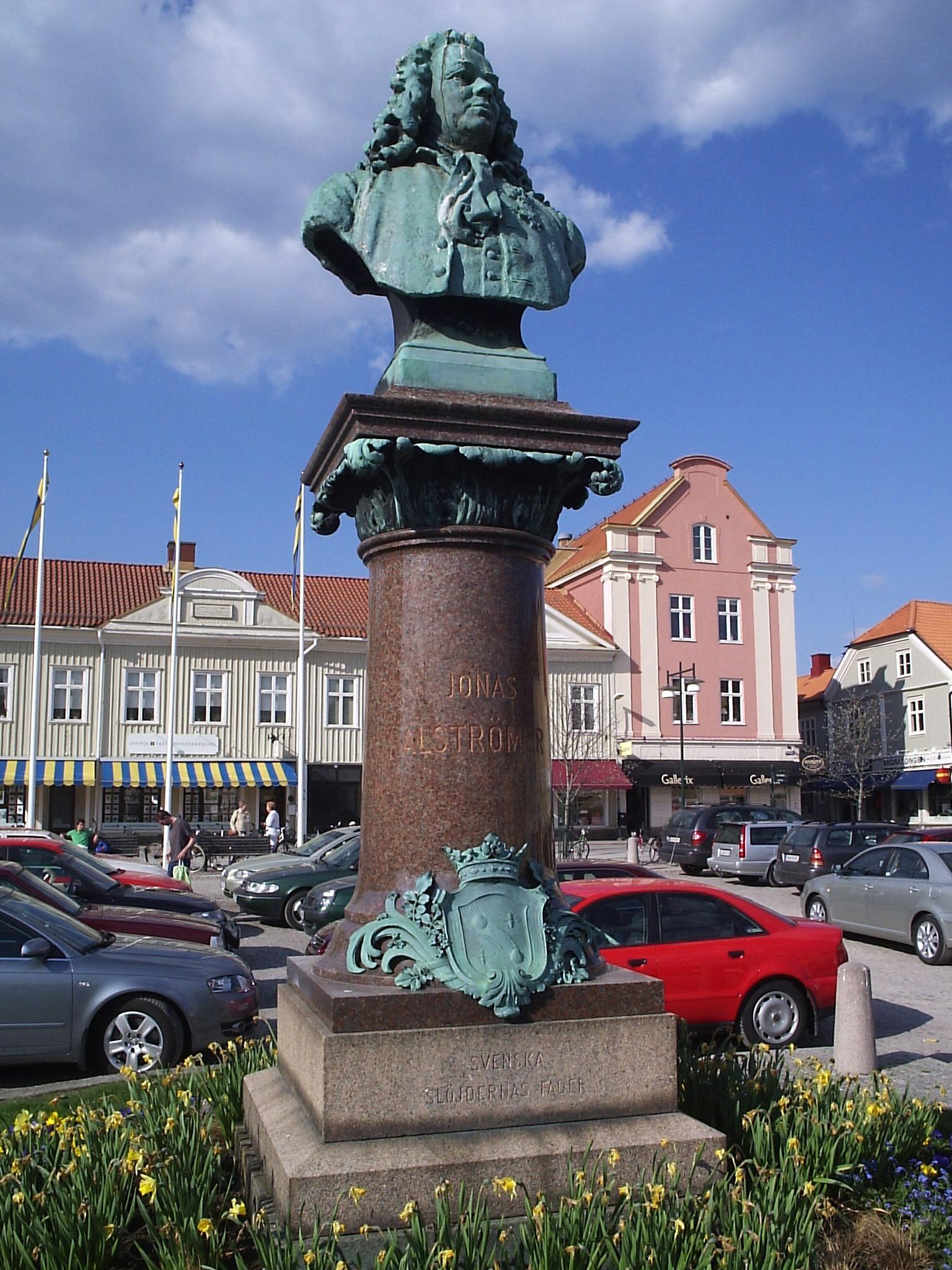
Byst av Aron Sandberg visande Jonas Alströmer på Stora torget i Alingsås.
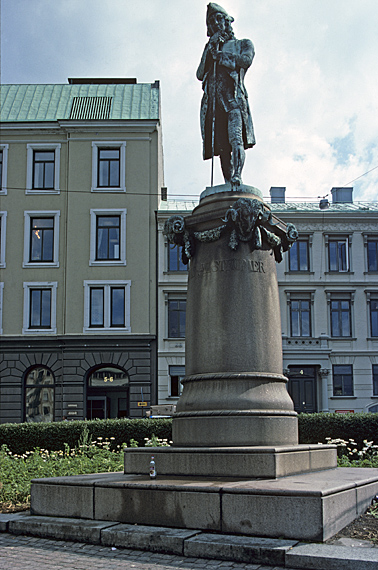
Jonas Alströmers staty, utförd av John Börjeson och avtäckt 1905 vid Lilla Torget i Göteborg. Foto 1977.
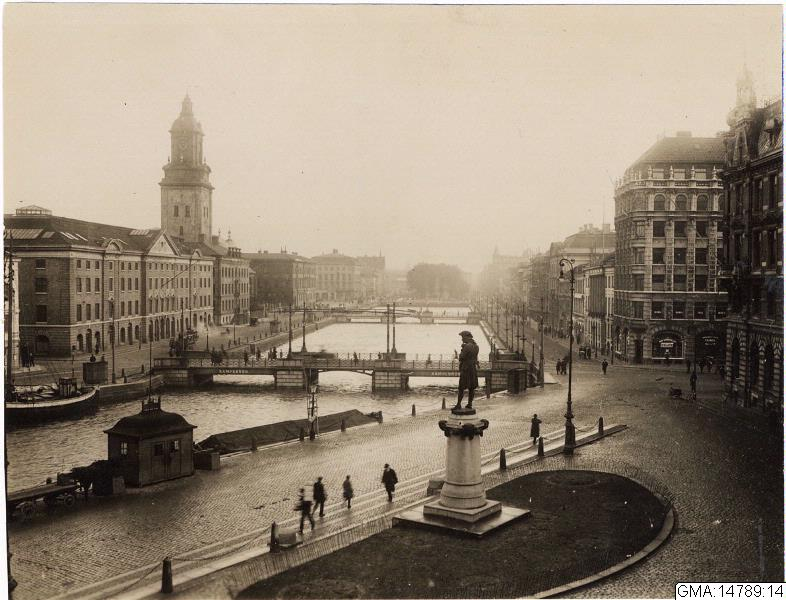
Lilla Torget med statyn av Jonas Alströmer i förgrunden. Foto från omkring 1925 i Bildsamlingen vid Göteborgs stadsmuseum.

## Övrigt
Alströmer bidrog till stiftandet av Vetenskapsakademin år 1739 och anlade i Alingsås ett bibliotek, ett naturhistoriskt museum och en modellkammare. År 1736 föddes sonen Clas Alströmer. Han blev överuppsyningsman över schäferistaten 1738 och kommerseråd 1739, men fick den därmed förenade lönen först 1747. Alströmer blev Riddare av Nordstjärneorden 1748 och adlades 1751, varefter han antog namnet Alströmer från att tidigare ha kallat sig Alström. Alströmer dog 2 juni 1761 på grund av slaganfall. Gymnasieskolan i Alingsås, Alströmergymnasiet, är uppkallad efter honom.

## Hedersbetygelser
Till Alströmers ära har minnesmynt utgivits vid flera tillfällen och vid 200-årsminnet av hans död 1961 utgavs ett frimärke med hans bild i valörerna 15 öre brunviolett och 90 öre blågrön.

### Statyer
- 1790 uppställdes Alströmers byst utförd av Pierre Hubert L'Archevêque vid Börshuset i Stockholm.
- 28 december 1905 avtäcktes Jonas Alströmers staty utförd i brons av John Börjeson vid Lilla Torget i Göteborg.[13]
- 1905 uppsattes Alströmers byst på Stora torget i Alingsås utförd av Aron Sandberg. Initiativtagare till statyns tillkomst var landsfiskal Gustav Nilsson och den dåtida ägaren av Nolhaga slott, Claes Adelsköld. De startade en insamling, som bekostade statyn.

### Film
I filmen Alla tiders 91:an (1953) så träffar 91:an Karlsson på flera svenska historiska personer i en dröm. En av dessa personer är Jonas Alströmer.